# Eymeux
Eymeux è un comune francese di 980 abitanti situato nel dipartimento della Drôme della regione dell'Alvernia-Rodano-Alpi. Nel XIII secolo vi era un monastero certosino femminile fondato dalla beata Beatrice d'Ornacieux.

## Società

### Evoluzione demografica
Abitanti censiti